# 星乃まみ
星乃 まみ（ほしの まみ ）は、日本の女性コスプレイヤー、グラビアアイドル、俳優 、声優。エスエスピー所属。
普段は普通の仕事をしており（非公表）、イベントなどで活動するのはおもに週末。

## 出演

### テレビ番組
- 『「任意同行」願えますか?』(日本テレビ系、2020年11月19日)
- 『 鎧美女 』(フジテレビONE、2020年12月23日)

### 配信番組
- 「コスプレJAPAN」（MONDO TV）No.5

### 雑誌
2019年
- 「別冊ヤングチャンピオン」（秋田書店・2019年7/10号）グラビア掲載

2021年
- 「COSPLAYMODE」（シムサムメディア・2021年1月号）

### 舞台
- Studio K'z「15少女漂流記2023[1]」（2023年3月1日 - 5日、池袋・シアターKASSAI） - 山田由美 役